# 827-й отдельный разведывательный авиационный полк
827-й Севастопольский, ордена Кутузова III степени отдельный разведывательный авиационный полк — ныне не существующая авиационная воинская часть ВВС СССР, при разделе имущества СССР переданная Украине и ликвидированная в начале 21-го века.

## История наименований
- 100-й отдельный корректировочно-разведывательный авиационный полк (войсковая часть полевая почта 22540 )
- ?? разведывательный авиационный полк (более точных данных нет)
- 233-я отдельная разведывательная авиационная эскадрилья
- 827-й отдельный разведывательный авиационный полк
- 827-й отдельный разведывательно-ударный авиационный полк
- в/ч 22540

## История полка
(информация начального периода истории отрывочна).
Ведёт свою историю от 100-го отдельного корректировочно-разведывательного Севастопольского ордена Кутузова авиационный полка (в/ч п/п 22540), сформированного 29.03.1944 года на аэродроме Чаплинка, Херсонской области.
Авиационный разведывательный полк был сформирован 8 марта 1953 года на аэродроме г. Тирасполь, Молдавская ССР, на вооружении полка поступили недавно принятые на вооружение фронтовые истребители МиГ-15Р. 
10 апреля 1960 года полк был сокращён и переименован в 233-ю отдельную эскадрилью тактической разведки.
15 апреля 1968 года эскадрилья была расширена до авиационного полка двухэскадрильного состава, путём объединения 233-й эскадрильи тактической разведки и 92-й отдельной корректировочной авиационной эскадрильи (бывш. 100-й кор. авиаполк, см выше), и переименован в 827-й отдельный разведывательный авиационный полк. В это же время полк передислоцируется на аэродром Лиманское, Одесская область УССР — это ~40 км юго-восточнее Тирасполя. В составе полка:
- 1-я АЭ на самолётах МиГ-21Р (на вооружении до 1982 года)
- 2-я АЭ на самолётах Ил-28Р (до 1975 года)
- управление полка

В 1980 году на вооружении полка начинают поступать разведывательные варианты Су-17 (Су-17М3Р, затем Су-17М4Р)
В апреле 1991 года в составе полка была сформирована третья авиационная эскадрилья.
1 января 1992 полк был передан Украине. В 1994 году полк был переименован в 827-й отдельный разведывательно-ударный авиационный полк. Ликвидирован  в 2004 году.

## Командиры полка
(список не полный)
- Романов (до 72 г.)
- Баландин (до 74г.)
- Беловодский Г. (до 75 г.)
- Утемишев
- Земцов
- Осадчук

## Самолёты на вооружении
- МиГ-15Р, 1952-1965 гг
- МиГ-17, 1958-1965 гг
- МиГ-21Р, 1965?-1982 гг
- Ил-28Р, 1968-1975 гг
- Су-17М3Р, 1980-1986 гг
- Су-17М4Р, 1982-2003 гг